# Блаттман, Альберт
Альберт Блаттман (нем. Albert Blattmann; род. 8 сентября 1904 года в Цюрихе, Швейцария — ум. 19 мая 1967 года в Берне, Швейцария) — швейцарский шоссейный и циклокроссовый велогонщик, выступавший с 1926 по 1931 год. Чемпион Швейцарии на шоссе и в циклокроссе. Участник Летних Олимпийских игр 1924 года.

## Достижения
1924
1-й  Чемпионат Швейцарии в велокроссе
5-й Олимпийские игры — индивидуальная гонка
1926
1-й Чемпионат Цюриха
1-й Тур Северо-Западной Швейцарии
2-й Чемпионат Швейцарии
2-й Тур дю Лак Леман
1927
2-й Чемпионат Швейцарии
6-й Джиро ди Ломбардия
1928
1-й  Чемпионат Швейцарии
2-й Тур дю Лак Леман
1930
2-й Чемпионат Швейцарии
2-й Тур дю Лак Леман
1. 1 2  Bibliothèque nationale de France Albert Blattmann // Autorités BnF (фр.): платформа открытых данных — 2011.